# La Somnambule (Petipa)
Pour les articles homonymes, voir La Somnambule.
La Somnambule est un ballet de plusieurs chorégraphes, dont Marius Petipa qui crée une nouvelle version à Saint-Pétersbourg en 1859.

## Histoire

### Version de Scribe et Aumer
Le 6 décembre 1819 est créée, au Théâtre du Vaudeville à Paris, La Somnambule, une pièce de théâtre d'Eugène Scribe sur le thème alors en vogue du somnambulisme. Huit ans plus tard, Scribe en tire un livret, remanié sous le titre La Somnambule, ou l'Arrivée d'un nouveau seigneur, pour un ballet de Jean-Pierre Aumer créé le 19 septembre 1827 à l'Académie royale de musique.

### Versions de Bournonville et Didelot
Le sujet a la faveur du public et deux autres chorégraphes, Auguste Bournonville et Charles-Louis Didelot, reprennent également le livret de Scribe en 1829 pour Copenhague et Saint-Pétersbourg.

### Opéra dramatique
Du léger vaudeville de Scribe, Felice Romani tire ensuite le livret d'un opéra dramatique pour Vincenzo Bellini, La sonnambula, créé à Milan le 6 mars 1831. 

### Version de Petipa
En 1859, La Somnambule revient au ballet et au Théâtre Bolchoï Kamenny de Saint-Pétersbourg avec Marius Petipa. 

### Version de Balanchine
George Balanchine s'inspire à son tour de l'opéra de Bellini pour chorégraphier son ballet The Night Shadow, créé, sur une musique de Vittorio Rieti, le 27 février 1946, par les Ballets russes de Monte-Carlo au City Center of Music and Drama de New York et repris le 6 janvier 1960 sous le titre de La sonnambula par le New York City Ballet.